# 廬六道
廬六道，清朝地方行政区划中的道。

## 沿革
清朝顺治年间，安徽地区设有安廬道。顺治九年（1652年），改为廬六道。康熙四年（1665年），裁撤廬六道。